# Benoît Delépine
Benoît Delépine (nascut el 30 d'agost de 1958) és un còmic i director de cinema francès. És conegut per les seves activitats satíriques al canal de televisió Canal+.
Director del programa de televisió Les Guignols de l'info durant molts anys, actualment escriu programes de televisió sobre el país fictici de Groland. També interpreta el cínic periodista-reportista Mickael Kael.
Al cinema, Delépine ha escrit i actuat en dues pel·lícules. Mickael Kael contre la World News Company, un anunci d'escacs, que rep dos elements de la carrera de ficció del director: el seu paper de reporter de Groland i la World Company, que va contribuir a crear per a Les Guignols.
El 2004, Aaltra, que va escriure, dirigir i protagonitzar amb Gustave Kervern va tenir un èxit de crítica. Els dos companys de l'aventura de Groland la van escriure i dirigir com una road movie on dos enemics recorren les carreteres del nord de França i Finlàndia després d'un accident. Amb Kervern, també va dirigir i protagonitzar Avida, que va ser premiada fora de competició al 59è Festival Internacional de Cinema de Canes. El 2010 la seva pel·lícula Mammuth va ser nominada a l'Ós d'Or al 60è Festival Internacional de Cinema de Berlín.
El 2012 la seva pel·lícula Le grand soir vaq competir a la secció Un Certain Regard al 65è Festival Internacional de Cinema de Canes on va guanyar el Premi Especial del Jurat.

## Filmografia

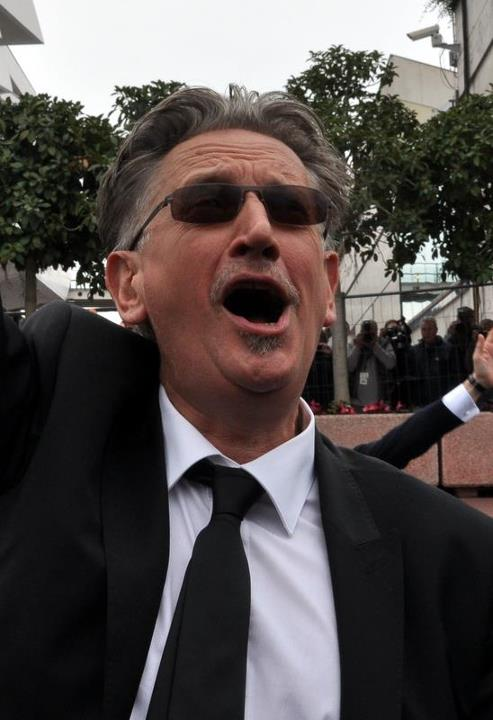
Benoît Delépine al 65è Festival Internacional de Cinema de Canes.

### Com actor
- 1995: À l'arraché, curtmetratge,[6] dirigit per Christophe Smith, écrit et scénarisé par Benoît Delépine
- 1997: Michael Kael contre la World News Company, dirigit per Christophe Smith, guió escrit per Benoît Delépine
- 1999: Le Hérisson (còmic principal : le motard) curtmetratge dirigit per Jean-Noël Betzler
- 2004: Aaltra, de Benoît Delépine et Gustave Kervern
- 2006: Avida, de Benoît Delépine i Gustave Kervern
- 2008: Louise-Michel, de Benoît Delépine i Gustave Kervern
- 2011: Crédit pour tous, de Jean-Pierre Mocky
- 2013: Cinématon #2752 de Gérard Courant
- 2013: Vive Groland (Journal du FIFIGROT 2013), Carnets filmés de Gérard Courant
- 2013: La Cérémonie de clôture du FIFIGROT 2013, Carnets filmés de Gérard Courant
- 2014: L'Annexion de l'Occitanie par Groland (Journal du FIFIGROT 2014), Carnets filmés de Gérard Courant
- 2014: La Parade du président Salengro à Toulouse pour célébrer l'annexion de l'Occitanie par Groland, Carnets filmés de Gérard Courant
- 2014: La Conférence de presse et la cérémonie de clôture du FIFIGROT 2014, Carnets filmés de Gérard Courant
- 2015: Benoît Poelvoorde à la conférence de presse du FIFIGROT 2015, Carnets filmés de Gérard Courant
- 2015: Le Bain de foule du président grolandais Salengro à Toulouse pour la distribution des eugros au peuple groccitan, Carnets filmés de Gérard Courant
- 2015: Benoît Poelvoorde à la cérémonie de clôture du FIFIGROT 2015, Carnets filmés de Gérard Courant
- 2016: Voyage en Groccitanie, Carnets filmés de Gérard Courant
- 2016: Visite officielle avec parade des candidats présidentiels Nano Sarko et François Groland au FIFIGROT 2016, Carnets filmés de Gérard Courant
- 2016: La Cérémonie de clôture du FIFIGROT 2016, Carnets filmés de Gérard Courant
- 2016: Le Grand Absent (Journal du FIFIGROT 2016), Carnets filmés de Gérard Courant
- 2017: Satire dans la campagne de Marc Large i Maxime Carsel: com ell mateix[7]
- 2017: La Parade du président Emmanuel Micron en marche vers les abattoirs de Toulouse, Carnets filmés de Gérard Courant
- 2017: Daniel Prévost à la cérémonie de remise des prix du FIFIGROT, Carnets filmés de Gérard Courant
- 2017: Daniel Prévost au FIFIGROT 2017, Carnets filmés de Gérard Courant
- 2018: Crois-tu au coup de foudre ou bien faut-il que je repasse ? (Journal du FIFIGROT 2018), Carnets filmés de Gérard Courant
- 2018: La Cérémonie de remise des prix du FIFIGROT 2018, Carnets filmés de Gérard Courant
- 2019: Welcome to the Magical Mystery Tour, Carnets filmés de Gérard Courant
- 2019: La Lumière du fou (Journal du FIFIGROT 2019), Carnets filmés de Gérard Courant
- 2019: L’Inauguration du rond-point Christophe-Salengro à Fenolhet, Carnets filmés de Gérard Courant
- 2019: La Cérémonie de clôture du FIFIGROT 2019, Carnets filmés de Gérard Courant
- 2022: En même temps de Benoit Delépine i Gustave Kervern: el fotògraf animalista

### Com a director i guionista
- 1995: À l'arraché, curtmetratge,[6] dirigit per Christophe Smith, guió de Benoît Delépine
- 2004: Aaltra, coescrit i corealitzat amb Gustave Kervern
- 2006: Avida, coescrit i corealitzat amb Gustave Kervern
- 2008: Louise-Michel, coescrit i corealitzat amb Gustave Kervern
- 2010: Mammuth, coescrit i corealitzat amb Gustave Kervern
- 2012: Le Grand Soir, coescrit i corealitzat amb Gustave Kervern
- 2012 : Enfin la fin, curtmetratge
- 2014: Near Death Experience, coescrit i corealitzat amb Gustave Kervern
- 2015 : Groland le gros métrage, coescrit i corealitzat amb Jules-Edouard Moustic
- 2015: Saint Amour, coescrit i corealitzat amb Gustave Kervern
- 2018: I Feel Good, coescrit i corealitzat amb Gustave Kervern
- 2020: Effacer l’historique coréalisé avec Gustave Kervern
- 2022: En même temps coréalisé avec Gustave Kervern

### Com a guionistes
- 2014: Ablations d'Arnold de Parscau